# Mario Bezzi
Mario Bezzi, född 1868 i Milano, död 1927 i Turin, var en italiensk entomolog, professor i zoologi vid Universitetet i Turin samt direktör för Turins naturhistoriska museum.
Tillsammans med Paul Stein, Theodor Becker, Kálmán Kertész och J. Bischof publicerade han Katalog der Paläarktischen dipteren som gavs ut i fyra volymer mellan 1903 och 1907.
Auktorsnamnet Bezzi kan användas för Mario Bezzi i samband med ett vetenskapligt namn inom zoologin; se Wikipedia-artiklar som länkar till auktorsnamnet.